# 二酸化炭素飢餓
二酸化炭素飢餓（にさんかたんそきが）とは、植物を施設栽培する時に施設中の二酸化炭素が減少し、植物の成長が停滞する現象のことを指す。冬場の早朝に起こりやすいが、巨大な施設でトマトなどの高設栽培を行うと夏場の施設内部でも起こりうる。防止には二酸化炭素を施用する、換気により二酸化炭素をとり入れるなどの方法があるが、後者は冬場は難しく、冬に二酸化炭素飢餓が発生しやすくなる原因となっている。

## 二酸化炭素施肥
二酸化炭素飢餓の回避あるいは植物の生長の促進のために用いられる手段の1つに、二酸化炭素を施用することがある。これは、主にプロパンガスの燃焼や、液化二酸化炭素の気化によって得られた二酸化炭素を施設内に放出することで行われる。しかしながら、プロパンガスを燃焼させることは温室効果ガスを発生させることでもあり、環境への影響は少ないとはいえ、環境保護の立場からは批判されるうる。
単純な予防策としては、コンポストや何らかの生物などの二酸化炭素発生源を設置することが挙げられる。